# Oggi Sicilia
Oggi Sicilia è stato un quotidiano fondato a Palermo nel settembre 1997, facente parte della catena dei giornali locali del gruppo editoriale di Giuseppe Ciarrapico. Chiuse nell'agosto del 2000.

## Storia
Fu diretto nei primi due mesi (fino al 30 ottobre 1997) da Marina Pino, già capocronista de L'Ora e del Giornale di Sicilia. Le subentrò Marianna Bartoccelli, che lasciò dopo un anno di direzione. Fino alla chiusura, fu guidato (a distanza) dal molisano Antonio Sorbo, direttore responsabile di più giornali del gruppo, con caporedattore centrale Vittorio Corradino, ex L'Ora, poi presidente dell'Ordine dei giornalisti della Sicilia. La redazione era in via Libertà, poi trasferitasi nel 1999 nel palazzo ex L'Ora. Inizialmente vicino alle posizioni politiche del centro destra, dal 1999 sostenne l'Udeur, che aveva compiuto il ribaltone alla Regione Siciliana con il centrosinistra.
Insieme ad un altro quotidiano palermitano, Il Mediterraneo (1995-2000), tentò di rompere il sostanziale monopolio del Giornale di Sicilia a Palermo, ma esiguo fu il numero di copie che conquistò, nonostante nel 1999 avesse aperto redazioni periferiche a Trapani e ad Agrigento.

## Giornalisti
Lavorarono in redazione a Oggi Sicilia, tra gli altri: Elvira Terranova (giudiziaria), Claudia Mirto (cronaca), Roberto Ginex (cronaca), Vito Orlando (politica regionale), Giuseppe Ardica (politica e cronaca), Nino Amadore (cronaca), Fabio Geraci (Cronaca e sindacale), Giulio Ambrosetti (politica regionale), Salvo Messina (politica provinciale), Loredana Passarello (politica e cronaca), Loredana Cacicia (cultura e spettacoli), Patrizia Mercadante (società), Antonella Caradonna (Cultura e spettacoli), Santi Fabio Tedesco (sport) e Giuseppe Lima (sport).
Insieme alla Pino nei primi due mesi lavorarono Gaetano Perricone (cronaca), Antonio Di Giovanni (cronaca) e, come collaboratore, Dario Miceli. Successivamente per un breve periodo arrivò come capo pagina della cronaca Massimo Arcidiacono.
Tra le firme: Beppe Benvenuto, Pietrangelo Buttafuoco, Enzo Fragalà, Pasquale Hamel, Aldo Gerbino, Giuseppe Barbaccia, Vittorugo Mangiavillani, Guido Lo Porto, Gaetano Armao.
Tra i collaboratori fissi: Alessandra Zaffiro, Paola Nicita, Chiara Di Salvo, Giuseppe Drago, Salvo Cacicia,  Deborah Giambalvo, Luca Di Martino, Tiziana Lenzo, Ivana Di Nuovo, Anna Francini, Clara Picciotto, Stefania Giuffrè, Alessandro Amato, Gianfranca Cacciatore, Alberto Samonà.

## Inserto fumetti
Il quotidiano, nel 1999 apre al fumetto con un inserto speciale (dodici numeri), denominato Oggi Sicilia Comics, che ha come responsabile del supplemento, Max Crivello. 